# هنري كيسنجر
هنري ألفريد كيسنجر (بالإنجليزية: Henry Alfred Kissinger) (27 مايو 1923 – 29 نوفمبر 2023) هو سياسي ودبلوماسي وخبير استشاري جيوسياسي أمريكي، شغل منصب وزير خارجية الولايات المتحدة ومستشار الأمن القومي الأمريكي في ظل حكومة الرؤساء ريتشارد نيكسون وجيرالد فورد. هو لاجئ يهودي هرب مع عائلته من ألمانيا النازية عام 1938، أصبح مستشار الأمن القومي في عام 1969 ووزير الخارجية الأمريكي في عام 1973. بسبب إجراءاته في التفاوض لوقف إطلاق النار في فيتنام، حصل كيسنجر على جائزة نوبل للسلام عام 1973 في ظل ظروف مثيرة للجدل، حيث استقال عضوان من اللجنة احتجاجًا على ذلك. سعى كيسنجر لاحقًا، دون جدوى، إلى إعادة الجائزة بعد فشل وقف إطلاق النار.
مارس الواقعية السياسية، حيث لعب كيسنجر دورًا بارزًا في السياسة الخارجية للولايات المتحدة بين عامي 1969 و1977. خلال هذه الفترة، كان رائدًا في سياسة الانفراج الدولي مع الاتحاد السوفييتي، ونسق افتتاح العلاقات الأمريكية مع جمهورية الصين الشعبية، وانخرط في ما أصبح يُعرف باسم دبلوماسية الوسيط المتنقل في الشرق الأوسط لإنهاء حرب أكتوبر، والتفاوض على اتفاقيات باريس للسلام، وإنهاء التدخل الأمريكي في حرب فيتنام. ارتبط كيسنجر أيضًا بسياسات مثيرة للجدل مثل تورط الولايات المتحدة عام 1973 في انقلاب تشيلي، وإعطاء «الضوء الأخضر» إلى المجلس العسكري في الأرجنتين لحربهم القذرة، ودعم الولايات المتحدة لباكستان خلال حرب بنغلاديش على الرغم من الإبادة الجماعية التي ارتكبتها باكستان بحق بنغلادش. بعد تركه الحكومة، أسس شركاء كيسنجر، وهي شركة استشارات جيوسياسية دولية. كتب كيسنجر أكثر من اثني عشر كتابًا في التاريخ الدبلوماسي والعلاقات الدولية.
كان كيسنجر شخصية مثيرة للجدل والاستقطاب في السياسة الأمريكية، حيث أُدين كل منهما على أنه مجرم حرب مزعوم من قبل العديد من الصحفيين والناشطين السياسيين والمحامين العاملين في مجال حقوق الإنسان، فضلاً عن تبجيله باعتباره وزيرًا للخارجية الأمريكية ذا تأثير فعال من قبل العديد من علماء العلاقات الدولية البارزين. كيسنجر هو العضو الأخير في حكومة نيكسون الذي بقي على قيد الحياة حتى نوفمبر 2023.

## النشأة والتعليم

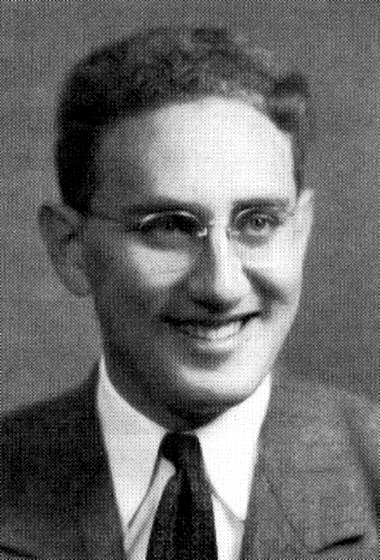
صورة لكيسنجر حين دراسته في جامعة هارفارد عام 1950

وُلد كيسنجر باسم هينز ألفريد كيسنجر في 27 مايو 1923 في فورت، بافاريا، ألمانيا لعائلة من اليهود الألمان. كان والده لويس كيسنجر (1887–1982) مدرسًا، وكانت والدته، بولا (ستيرن) كيسنجر (1901–1998)، من لويترسهاوزن، وكانت مدبرة منزل. كان لدى كيسنجر أخ يصغره بالسن، يُدعى والتر كيسنجر (1924–2021). اعتُمدت كنية عائلة كيسنجر في عام 1817 من قبل جد جد جده الأكبر ماير لوب، بعد ظهور حمامات بافاريا الطبية في باد كيسينغن. في شبابه، استمتع كيسنجر بلعب كرة القدم، ولعب في جناح الشباب في ناديه المفضل، غرويتر فورت، الذي كان واحد من أفضل الأندية الوطنية في البلاد في ذلك الوقت.
في مقابلة أجريت معه عام 2022، تذكر كيسنجر بوضوح أنه كان يبلغ من العمر تسع سنوات في عام 1933 وعلم بانتخاب أدولف هتلر مستشارًا لألمانيا، والذي أثبت أنه كان نقطة تحول عميقة لعائلة كيسنجر. أثناء الحكم النازي، تعرض كيسنجر وأصدقاؤه للمضايقة والضرب بانتظام من قبل عصابات شباب هتلر. تحدى كيسنجر في بعض الأحيان الفصل الذي فرضته القوانين العنصرية النازية من خلال التسلل إلى ملاعب كرة القدم لمشاهدة المباريات، مما أدى في كثير من الأحيان إلى الضرب من حراس الأمن. لم يتمكن كيسنجر من الحصول على القبول في صالة الألعاب الرياضية نتيجة للقوانين النازية المعادية للسامية وفُصِل والده من وظيفته التدريسية.
في 20 أغسطس 1938، عندما كان كيسنجر يبلغ من العمر 15 عامًا، هرب من ألمانيا مع عائلته نتيجة للاضطهاد النازي. هاجرت عائلته لفترة قصيرة إلى لندن، إنجلترا، قبل وصوله إلى نيويورك في 5 سبتمبر. قضى كيسنجر سنوات دراسته الثانوية في قسم مرتفعات واشنطن في مانهاتن العليا كجزء من مجتمع المهاجرين اليهود الألمان الذين كانوا يقيمون هناك في ذلك الوقت. على الرغم من اندماج كيسنجر بسرعة في الثقافة الأمريكية، إلا أنه لم يفقد لهجته الألمانية الواضحة، وذلك بسبب خجله أثناء طفولته ما جعله يتردد في التحدث. بعد عامه الأول في مدرسة جورج واشنطن الثانوية، بدأ في الذهاب إلى المدرسة ليلاً وعمل في مصنع لفرش الحلاقة خلال النهار.
بعد المدرسة الثانوية، التحق كيسنجر في كلية مدينة نيويورك، ودرس في قسم المحاسبة. تفوق أكاديميًا كطالب بدوام جزئي، وواصل عمله بعد التحاقه بالجامعة. توقفت دراسته في أوائل عام 1943، عندما جُند في الجيش الأمريكي.

## الخبرة العسكرية
خضع كيسنجر للتدريب الأساسي في معسكر كروفت في سبارتانبرغ، في كارولينا الجنوبية. في 19 يونيو 1943، أثناء تواجده في كارولينا الجنوبية، وهو في العشرين من عمره حصل على الجنسية الأمريكية. أرسله الجيش لدراسة الهندسة في كلية لافاييت، في بنسيلفانيا، ولكن أُلغي البرنامج، ونُقل كيسنجر إلى كتيبة المشاة 84. هناك، تعرف على فريتز كرايمر، وهو زميل مهاجر يهودي من ألمانيا أشار إلى طلاقة كيسنجر بالألمانية وذكائه، ونظم له انضمامه في قسم فرع المخابرات الحربية. شهد كيسنجر قتالاً مع الفرقة، وتطوع في المهام الاستخباراتية الخطرة أثناء معركة الثغرة.
أثناء التقدم الأمريكي إلى ألمانيا، كُلف كيسنجر، الذي كان مجرد جُندي (أدنى رُتبة عسكرية)، بإدارة مدينة كريفيلد؛ ويُعزى ذلك إلى نقص الناطقين بالألمانية في شعبة فريق الاستخبارات. في غضون ثمانية أيام أسس إدارة مدنية. ثم أُعيد تعيين كيسنجر في فيلق مكافحة التجسس (سي آي سي)، حيث أصبح عميلًا خاصًا في فيلق مكافحة التجسس برتبة رقيب. كُلف بإدارة فريق في هانوفر لتعقب ضباط غيستابو ومخربين آخرين، مُنحت له ميدالية النجمة البرونزية. في يونيو 1945، أصبح كيسنجر قائدًا لمفرزة مترو بنسهايم في فيلق مكافحة التجسس، منطقة بيكشتراسة في هسن، مع مسؤولية اجتثاث النازية من المنطقة. على الرغم من تمتعه بسلطة مطلقة والقدرة على الاعتقال، حرص كيسنجر على تجنب الانتهاكات في وجه السكان المحليين على أيدي قيادته.
في عام 1946، أُعيد تكليف كيسنجر للتدريس في مدرسة الاستخبارات في القيادة الأوروبية في كامب كينج، وبصفته موظفًا مدنيًا بعد انفصاله عن الجيش، استمر في عمله في هذا الدور الذي يقوم به.
يتذكر كيسنجر لاحقًا أن تجربته في الجيش «جعلتني أشعر وكأنني أمريكي».

## مسيرته العلمية الأكاديمية
حصل هنري كيسنجر على البكالوريوس بدرجة امتياز، فاي بيتا كابا في العلوم السياسية من كلية هارفارد في عام 1950، حيث كان يعيش في دار آدمز ودرس تحت إشراف ويليام ياندل إليوت. كانت أطروحته في الصف النهائي من المرحلة الجامعية بعنوان معنى التاريخ: تأملات في شبينغلر وتوينبي وكانت، وتجاوزت أطروحته 400 صفحة. حصل على درجة الماجستير والدكتوراه في جامعة هارفارد في عامي 1951 و 1954، على التوالي. في عام 1952، بينما كان لا يزال طالب دراسات عليا في جامعة هارفارد، شغل منصب مستشار لمدير مجلس الاستراتيجيات النفسية.
كان عنوان أطروحته للدكتوراه السلام، والشرعية، والتوازن (دراسة عن حنكة سياسة كاسيريلي ومترنيش). في أطروحة الدكتوراه، قدم كيسنجر أولاً مفهوم «الشرعية»، الذي عرفه على أنه: «لا يجب  الخلط بين الشرعية المستخدمة هنا مع العدالة. هذا لا يعني أكثر من مجرد اتفاق دولي حول طبيعة الترتيبات العملية وحول الأهداف والأساليب السياسة الخارجية المسموح بها». يعد النظام الدولي الذي تقبله جميع القوى الكبرى «شرعيًا» في حين أن النظام الدولي الذي لا تقبله إحدى القوى العظمى أو أكثر يعد «ثوريًا» وبالتالي فهو خطير. وهكذا، بعد مؤتمر فيينا في عام 1815، وافق زعماء بريطانيا وفرنسا والنمسا وبروسيا وروسيا على التعاون في الوفاق الأوروبي للحفاظ على السلام، كان هذا النظام الدولي من وجهة نظر كيسنجر «شرعيًا» لأنه قُبل من قِبل قادة الدول الخمس الكبرى في أوروبا. من الجدير بالذكر أن كيسنجر اعتبر نهجه في السياسة الخارجية تجاه الدبلوماسية أمراً مسلماً به طالما أن صناع القرار في الدول الكبرى كانوا على استعداد لقبول النظام الدولي، لذلك يعد هذا النظام «شرعيًا» مع رفض مسائل الرأي العام والأخلاق باعتبارها لا صلة لها في الموضوع.

## السياسة الخارجية

### الخلاف العربي الإسرائيلي
في سبتمبر 1973، أقال الرئيس نيكسون وزير الخارجية روجرز واستبدله بكيسنجر؛ قال لاحقًا إنه لم يُمنح الوقت الكافي لمعرفة الشرق الأوسط عندما استقر في الوزارة الخارجية. كان كيسنجر مُنخرط جدًا في محادثات السلام في باريس لإنهاء حرب فيتنام، لدرجة أنه هو وآخرون في واشنطن غابوا عن أهمية التحالف المصري السعودي. توقع السادات أن ترد الولايات المتحدة بالضغط على إسرائيل لإعادة سيناء إلى مصر كمكافأة، ولكن بعد عدم تلقي أي رد من الولايات المتحدة، بحلول نوفمبر 1972، اقترب السادات مرة أخرى من الاتحاد السوفيتي، وقام بشراء كمية هائلة من الأسلحة السوفيتية، لإعداد الحرب ضد الكيان الإسرائيلي عام 1973.
تأخر كيسنجر في إخبار الرئيس ريتشارد نيكسون ببدء حرب الاستنزاف عام 1973. وفي 6 أكتوبر 1973، فأبلغ الإسرائيليون كيسنجر بالهجوم في السادسة صباحًا. انتظر كيسنجر قرابة 3 ساعات ونصف قبل أن يُبّلغ نيكسون. وفقًا لكيسنجر، تم إخطاره الساعة 6:30 صباحًا بأن الحرب كانت وشيكة، وأن مكالماته العاجلة للسوفييت والمصريين كانت غير فعالة. في 12 أكتوبر، وبتوجيه من نيكسون، وضدًا لنصيحة كيسنجر الأولية، بينما كان كيسنجر في طريقه إلى موسكو لمناقشة شروط وقف إطلاق النار، أرسل نيكسون رسالة إلى بريجنيف يمنح كيسنجر السلطة التفاوضية الكاملة. أراد كيسنجر من «وقف إطلاق النار» كسب المزيد من الوقت لإسرائيل لدفعهم عبر قناة السويس إلى الجانب الأفريقي، وأراد أن يُنظر إليه على أنه مجرد مبعوث رئاسي يحتاج إلى استشارة البيت الأبيض طوال الوقت كتكتيك للمماطلة.

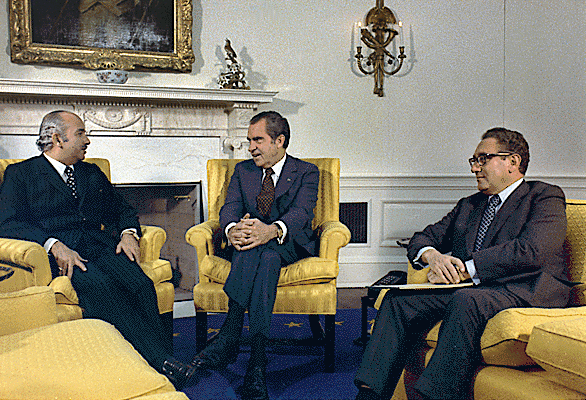
في 31 أكتوبر 1973 ، التقى وزير الخارجية المصري إسماعيل فهمي (إلى اليسار) بريتشارد نيكسون (في الوسط) وهنري كيسنجر (على اليمين)، بعد حوالي أسبوع من انتهاء القتال في حرب الاستنزاف

وعد كيسنجر رئيسة الوزراء الإسرائيلية جولدا مائير بأن الولايات المتحدة ستعوض خسائرها في المعدات بعد الحرب، لكنه سعى في البداية لتأجيل شحنات الأسلحة إلى إسرائيل، حيث كان يعتقد أن ذلك سيحسن احتمالات تحقيق السلام على غرار أمن الأمم المتحدة قرار المجلس 242. في عام 1973، طلبت مائير ما قيمته 850 مليون دولار من الأسلحة والمعدات الأمريكية لتعويض خسائرها المادية. وبدلاً من ذلك، أرسل نيكسون ما قيمته نحو ملياري دولار. أثار رفع الأسلحة غضب الملك فيصل ملك المملكة العربية السعودية، ورد في 20 أكتوبر 1973، بفرض حظر شامل على شحنات النفط إلى الولايات المتحدة، لتنضم إليه جميع الدول العربية المنتجة للنفط باستثناء العراق وليبيا.
في 7 نوفمبر / تشرين الثاني 1973، سافر كيسنجر إلى الرياض للقاء الملك فيصل ويطلب منه إنهاء الحظر النفطي مقابل الوعد «بالتساوي» في النزاع العربي الإسرائيلي. وعلى الرغم من كل جهود كيسنجر لإغرائه، رفض فيصل إنهاء الحظر النفطي. فقط في 19 مارس 1974، أنهى الملك الحظر النفطي، بعد أن أبلغه السادات أن الولايات المتحدة كانت «أكثر عدالة» وبعد أن وعد كيسنجر ببيع أسلحة للسعودية كان قد أنكرها في السابق على أساس أنه يمكن استخدامها ضد إسرائيل.
ضغط كيسنجر على الإسرائيليين للتنازل عن بعض الأراضي التي تم الاستيلاء عليها حديثًا إلى جيرانهم العرب، مما ساهم في المراحل الأولى من عدم الاعتداء الإسرائيلي المصري. في 1973-1974، انخرط كيسنجر في «الدبلوماسية المكوكية» بالطائرة بين تل أبيب والقاهرة ودمشق في محاولة لجعل الهدنة أساس السلام المفضل. استمر لقاء كيسنجر الأول مع حافظ الأسد 6 ساعات و 30 دقيقة، مما جعل الصحافة تعتقد للحظة أنه قد اختطف من قبل السوريين.
في المقابل، كانت مفاوضات كيسنجر مع السادات أكثر إثمارًا وإن لم تكن خالية من الصعوبات. وشهدت هذه الخطوة دفئًا في العلاقات المصرية الأمريكية، مريرًا منذ خمسينيات القرن الماضي، حيث ابتعدت الدولة عن موقفها المستقل السابق واتجهت إلى شراكة وثيقة مع الولايات المتحدة.[بحاجة لمصدر]

### الخليج العربي

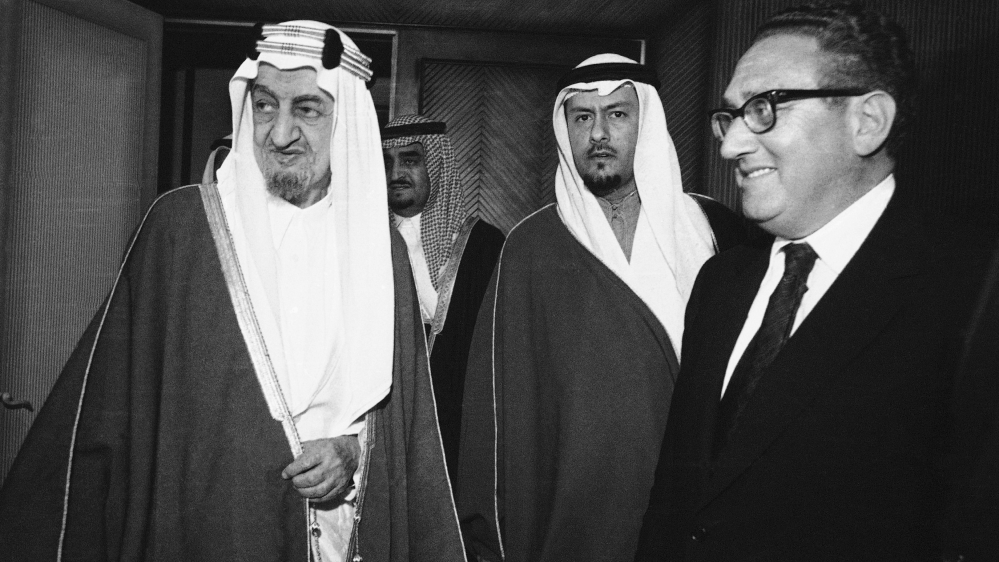
كيسنجر والملك فيصل ملك المملكة العربية السعودية في الرياض في 19 مارس 1975

كان مصدر القلق الرئيسي لكيسنجر هو إمكانية النفوذ السوفيتي في الخليج العربي. في أبريل 1969، دخل العراق في صراع مع إيران عندما تخلى الشاه محمد رضا بهلوي عن معاهدة 1937 التي تحكم نهر شط العرب. في 1 ديسمبر 1971، بعد عامين من المناوشات على طول الحدود، قطع الرئيس أحمد حسن البكر العلاقات الدبلوماسية مع إيران. في مايو 1972، زار نيكسون وكيسنجر طهران ليخبرا الشاه أنه لن يكون هناك «تخمين ثانٍ لطلباته» لشراء أسلحة أمريكية. في الوقت نفسه، وافق نيكسون وكيسنجر على خطة الشاه بأن تدعم كلا من الولايات المتحدة وإيران وإسرائيل مقاتلي البشمركة الأكراد الذين يقاتلون من أجل الاستقلال عن العراق. كتب كيسنجر لاحقًا أنه بعد فيتنام، لم تكن هناك إمكانية لنشر القوات الأمريكية في الشرق الأوسط، ومن الآن فصاعدًا كانت إيران تعمل بديلًا لأمريكا في الخليج العربي. وصف كيسنجر النظام البعثي في العراق بأنه تهديد محتمل للولايات المتحدة واعتقد أن بناء إيران ودعم البيشمركة هو أفضل ثقل موازن.

## كتبه
- النظام العالمي (كتاب)
- دبلوماسية
- على الصين
- سنوات البيت الابيض
- سنوات من الاضطرابات
- سنوات التجديد: المجلد الختامي لمذكراته
- استعادة العالم
- الأسلحة النووية والسياسة الخارجية
- الأزمة: تشريح أزمتين رئيسيتين في السياسة الخارجية
- هل تحتاج أمريكا إلى سياسة خارجية
- إنهاء حرب فيتنام
- السياسة الخارجية الأمريكية: ثلاث مقالات
- الشراكة المضطربة: إعادة تقييم للتحالف الأطلسي
- محاضر كيسنجر: محادثات سرية للغاية مع بكين وموسكو
- هل ينتمي القرن الحادي والعشرين إلى الصين؟ المناظرة حول الصين
- تدريس المنطق السليم: برنامج الإستراتيجية الكبرى بجامعة ييل
- تقرير كيسنجر: الآثار المترتبة على النمو السكاني في جميع أنحاء العالم على المصالح الأمنية الأمريكية
- الأمن النووي: المشاكل والطريق إلى الأمام

## وفاته
توفي هنري كسينجر يوم الأربعاء الموافق 29 نوفمبر 2023 عن عمر ناهز المائة بحسب ما أعلنته مؤسسته.

## روابط خارجية
- هنري كيسنجر على موقع اللجنة الأولمبية الدولية (الإنجليزية)
- هنري كيسنجر على موقع أوليمبيديا (الإنجليزية)
- هنري كيسنجر على موقع IMDb (الإنجليزية)
- هنري كيسنجر على موقع الموسوعة البريطانية (الإنجليزية)
- هنري كيسنجر على موقع مونزينجر (الألمانية)
- هنري كيسنجر على موقع ألو سيني (الفرنسية)
- هنري كيسنجر على موقع ميوزك برينز (الإنجليزية)
- هنري كيسنجر على موقع إن إن دي بي (الإنجليزية)
- هنري كيسنجر على موقع أول ميوزيك (الإنجليزية)
- هنري كيسنجر على موقع ديسكوغز (الإنجليزية)
- هنري كيسنجر على موقع قاعدة بيانات الفيلم (الإنجليزية)

| سبقه وليام روجرز | وزير الخارجية الأمريكي 1977-1973 | تبعه سيروس فانس |